# Фюзешдьярмат
Фюзешдьярмат (угор. Füzesgyarmat) — місто в медьє Бекеш в Угорщині. Місто займає площу 127,41 км². Тут проживає 6542 жителів.
| Угорщина | Це незавершена стаття з географії Угорщини. Ви можете допомогти проєкту, виправивши або дописавши її. |